# Мајор
Мајор је официрски чин у војсци. Представља први чин међу вишим официрима. У већини земаља мајор командује батаљоном или дивизионом, четом у специјалним јединицама, али обавља и одређене командно-штабне дужности у јединицама ранга батаљона и пука. Такође, у већини армија добијање чина мајора је повезано са полагањем испита или завршеном одговарајућом високом школом.
Јавља се први пут у XVI веку, међутим, тек током грађанског рата у Енглеској (1642—1651) уврштен је по први пут међу официрске чинове. До XIX века у употреби је у свим армијама са енглеског говорног подручја и у још неким другим. Чин мајора се до тог времена развио у први командни (штапски) чин, пре него чин заповедника на бојном пољу, за разлику од чина капетана који је остао подређен и намењен официрима - заповедницима јединица на нивоу чете. У српској војсци је уведен 1830. Углавном у свим армијама се састоји од једне звездице и траке која означава вишег официра.
У ратној морнарици чин мајора одговара чину капетана корвете.

## Позадина
Мајори се обично додељују као специјализовани извршни или оперативни официри за јединице величине батаљона од 300 до 1.200 војника, док у неким земљама, попут Немачке, мајори често командују четама.
Када се користи на цртицом или комбиновано, термин такође може да имплицира старешинство на другим нивоима чина, укључујући генерал-мајора или мајор-генерала, који означава нижег генералног официра, и наредник мајора, који означава највишег резервног подофицира војне јединице. Термин мајор се такође може користити да означи вођу војног бенда, као што су гајдашки мајор или бубњарски мајор.
Историјски гледано, ова ознака ранга се развила на енглеском говорном подручју током 1640-их, преузета од француског majeur, зарад скраћења од sergent-majeur, што је у то време означавало виши чин него сада. Израз Mayorза шефа општинске владе такође се може пратити од исте француске речи.
Чин мајора се такође користи у неким полицијским снагама и другим паравојним структурама, као што су Државна полиција Пенсилваније, Државна полиција Њујорка, Државна полиција Њу Џерсија, и неколико других. Као и код војног мајора, овај чин је најчешће следећи чин изнад капетана. Чин је еквивалентан инспектору или команданту у другим великим полицијским управама или чину надзорника у Великој Британији.

## Галерија
- Мајор
Војске Кр. Србије
(1886—1918)
- Мајор
Војске Кр. СХС и
Војске Кр. Југославије
(1918—1945)
- Мајор
НОВЈ и ЈА
(1943—1947)
- Мајор
ЈА
(1947—1951)
- Мајор
ЈНА
(1951—1982)
- Мајор
ЈНА, ВЈ и ВСЦГ
(1982—2006)
- Мајор
 милиције ФНРЈ
(1946—1953)
- Мајор
полиције Србије
(1992—2002)

| Друге државе |
| --- |
| - Албанија - Аустралија - Бангладеш - Белгија - Босна и Херцеговина - Бразил - Колумбија - Хрватска - Канада - Чешка - Данска - Доминиканска Република - Египат - Естонија - Финска - Француска - Грузија - Немачка - Грчка - Мађарска - Исланд - Индија - Индонезија - Израел - Уран - Италија - Малезија - Холандија - Нигерија - Норвешка - Пакистан - Филипини - Пољска - Португалија - Румунија - Русија - Србија - Сингапур - Сомалија - Јужна Африка - Шпанија - Шведска - Швајцарска - Тајван - Тајланд - Турска - Украјина - Уједињено Краљевство - Сједињене Државе - Аргентина - Бразил - Канада - Хрватска - Данска - Грузија - Немачка - Индонезија - Израел - Италија - Мексико - Филипини - Пољска - Португалија - Русија - Шведска - Сједињене Државе - Израел - Филипини - Шведска - Уједињено Краљевство Краљевски маринци - Корпус маринаца Сједињених Држава - Индонежански марински корпус |